# Aarón Bardales
Aarón Bardales, né le 3 décembre 1985, est un footballeur hondurien.

## Carrière
Bardales fait partie de l'équipe nationale des moins de 20 ans qui participe au championnat du monde 2005 des jeunes de la FIFA aux Pays-Bas.
Il fait carrière dans son pays, notamment au CD Necaxa. En 2013, à 27 ans, il annonce sa retraite sportive, pour pouvoir se consacrer à ses études.